# Kurzyna Mała
Kurzyna Mała (deutsch Klein Rauchersdorf) ist eine Ortschaft mit einem Schulzenamt der Gemeinde Ulanów im Powiat Niżański der Woiwodschaft Karpatenvorland, Polen.

## Geschichte

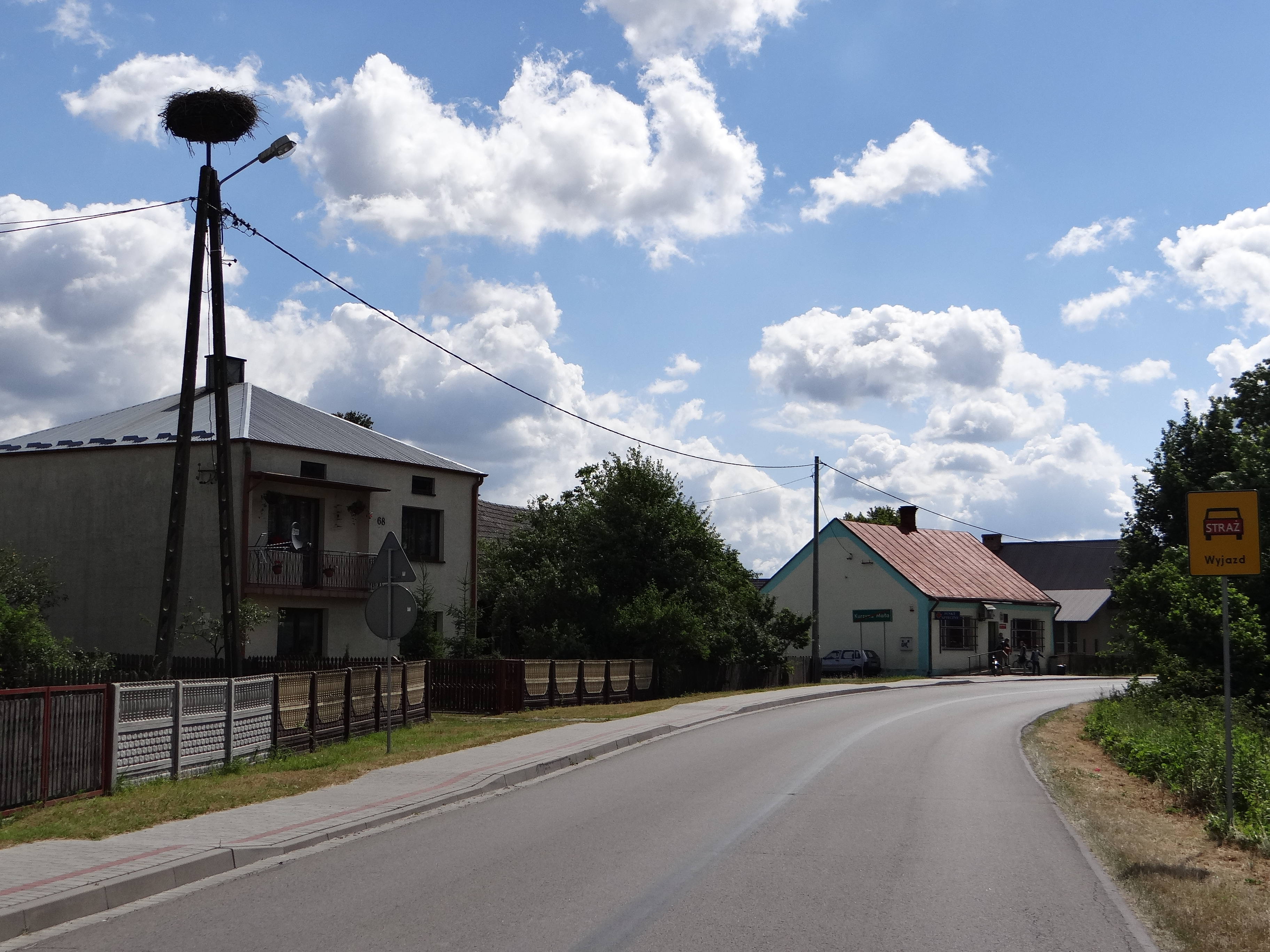
Straße durch das Dorf

Es gibt drei benachbarte Dörfer dort, die Kurzyna genannt wurden: Kurzyna Mała (Klein Rauchersdorf), Kurzyna Wielka (Groß Rauchersdorf) und Kurzyna Średnia ([Mittel] Rauchersdorf). Kurzyna Mała (eigentlich größer) und Kurzyna Wielka existierten vor 1772 und gehörten der Pfarrgemeinde in Pysznica.
Bei der Ersten Teilung Polens kamen beide Dörfer 1772 zum neuen Königreich Galizien und Lodomerien des habsburgischen Kaiserreichs (ab 1804).
Im Jahre 1783 wurden im Zuge der Josephinischen Kolonisation zwischen Kurzyna Mała und Kurzyna Wielka deutsche Kolonisten katholischer und lutherischer Konfession angesiedelt. Die Kolonie wurde Rauchersdorf genannt, annähernd die Übersetzung der Namen der polnischen Dörfer (abgeleitet von kurzyć – rauchen). Diese Kolonie wurde unabhängige Gemeinde und später Kurzyna Średnia genannt.
Im Jahre 1900 hatte das Dorf Kurzyna Mała 107 Häuser mit 597 Einwohnern, davon 592 polnischsprachige, 476 römisch-katholische, 90 griechisch-katholische, 31 Juden.
1918, nach dem Ende des Ersten Weltkriegs und dem Zusammenbruch der k.u.k. Monarchie, kam Kurzyna Mała zu Polen.
Im Jahre 1921 hatte das Dorf Kurzyna Mała 102 Häuser mit 569 Einwohnern, davon alle Polen, 538 katholische, 31 Juden.
Im Zweiten Weltkrieg gehörte es zum Generalgouvernement.
Von 1975 bis 1998 gehörte Kurzyna Mała zur Woiwodschaft Tarnobrzeg.